# Агнес фон Изенбург-Бюдинген-Бюдинген
Агнес Мария Луитгарда фон Изенбург-Бюдинген-Бюдинген (на немски: Agnes Marie Luitgarde Prinzessin zu Ysenburg und Büdingen; * 20 март 1843 в Бюдинген; † 17 октомври 1912 в Меерхолц в Гелнхаузен) е принцеса от Изенбург и Бюдинген в Бюдинген и чрез женитба графиня на Изенбург-Бюдинген в Меерхолц.

## Произход
Дъщеря е на 2. княз Ернст Казимир фон Изенбург-Бюдинген (1806 – 1861) и съпругата му графиня Текла фон Ербах-Фюрстенау (1815 – 1874), дъщеря на граф Албрехт фон Ербах-Фюрстенау (1787 – 1851) и принцеса София Емилия Луиза фон Хоенлое-Ингелфинген (1788 – 1859).
Агнес фон Изенбург-Бюдинген-Бюдинген умира на 69 години на 7 октомври 1912 г. в Меерхолц в Гелнхаузен.

## Фамилия
Агнес фон Изенбург-Бюдинген-Бюдинген се омъжва на 21 ноември 1865 г. в Бюдинген за граф Карл Фридрих фон Изенбург-Бюдинген-Меерхолц (* 26 октомври 1819; † 30 март 1900), единственият син на граф Йозеф Фридрих Вилхелм Албрехт фон Изенбург-Бюдинген-Меерхолц (1772 – 1822) и съпругата му графиня Доротея фон Кастел-Кастел (1796 – 1864), дъщеря на граф Албрехт Фридрих Карл фон Кастел-Кастел (1766 – 1810) и принцеса Амалия фон Льовенщайн-Вертхайм-Фройденберг (1771 – 1823). Тя е втората му съпруга. Те имат децата:
- Регинболд Казимир Фридрих Бруно (* 20 февруари 1867, Меерхолц; † 24 януари 1870, Меерхолц)
- Ирмгард Текла Берта Емма Хелена (* 11 юли 1868, Меерхолц; † 4 юли 1918, Нордхаузен), омъжена на 19 май 1897 г. в Меерхолц за княз Волфганг Георг фон Щолберг-Щолберг (1849 – 1903)
- Гизела Берта Аделхайд Клотилда Емма Клементина (* 27 май 1871, Меерхолц; † 22 юни 1964, Гелнхаузен), омъжена на 10 януари 1895 г. в Меерхолц за принц Фридрих Вилхелм фон Липе (1858 – 1914, убит в Лиеж), син на граф Юлиус фон Липе-Бистерфелд (1812 – 1884) и графиня Аделхайд Клотилда Августа фон Кастел-Кастел (1818 – 1900)
- Брунхилда Емма Луитгард Агнес (* 13 януари 1873, Меерхолц; † 21 септември 1883, Меерхолц)
- Ортруд Агнес Мария Августа Клара (* 15 януари 1879, Меерхолц; † 28 април 1918, Гота), омъжена на 14 октомври 1906 г. в Меерхолц за принц Алберт фон Шлезвиг-Холщайн-Зондербург-Глюксбург (1863 – 1948)